# Kisfüzes
Kisfüzes község Heves vármegye Pétervásárai járásában. 481 hektáros kiterjedésével a vármegye második legkisebb közigazgatási területű települése.

## Fekvése
A község a Mátra lábánál fekszik, Pétervásárától 5 kilométerre délkeletre.
A további szomszédos települések: kelet felől Bükkszék, délkelet felől Terpes, dél felől Szajla, délnyugat felől pedig Recsk. Észak felől Tarnaleleszhez tartozó külterületek határolják, de utóbbi település lakott területei távol esnek tőle, a közöttük közúton mérhető távolság több mint 12 kilométer.

### Megközelítése
Közúton csak Pétervására irányából érhető el, a 23-as főút és a Zabarig vezető 2305-ös út elágazásától induló 24 121-es számú mellékúton. Szajlával egy, kb. 3 kilométeres földút köti össze.

## Története
A település pillanatnyilag nem rendelkezik sem élelmiszerbolttal sem vendéglátóhellyel.
Helyben iskola és óvoda nincs. A legközelebbi intézmények 5 kilométerre, Pétervásárán érhetők el.

## Közélete

### Polgármesterei
- 1991–1994: Menyhárt Imre (független)[4]
- 1994–1998: Menyhárt Imre (független)[5]
- 1998–2002: Menyhárt Imre (független)[6]
- 2002–2006: Menyhárt Imre (független)[7]
- 2006–2010: Menyhárt Imre (független)[8]
- 2010–2014: Menyhárt Imre (független)[9]
- 2014–2019: Menyhárt Balázs (független)[10]
- 2019–2024: Menyhárt Balázs (független)[11]
- 2024– : Menyhárt Balázs (független)[1]

## Népesség
A település népességének változása:
| Lakosok száma | 134  | 134  | 130  | 122  | 117  | 115  | 116  |
|               | 2013 | 2014 | 2015 | 2021 | 2022 | 2023 | 2024 |

2001-ben a település lakosságának 100%-a magyar nemzetiségűnek vallotta magát.
A 2011-es népszámlálás során a lakosok 100%-a magyarnak, 1,6% cigánynak, 0,8% németnek mondta magát (a kettős identitások miatt a végösszeg nagyobb lehet 100%-nál). A vallási megoszlás a következő volt: római katolikus 65,1%, görögkatolikus 0,8%, izraelita 0,8%,  felekezeten kívüli 10,3% (9,5% nem nyilatkozott).
2022-ben a lakosság 88,9%-a vallotta magát magyarnak, 3,4% cigánynak, 0,9% ukránnak, 0,9% szlovénnek, 1,7% egyéb, nem hazai nemzetiségűnek (11,1% nem nyilatkozott; a kettős identitások miatt a végösszeg nagyobb lehet 100%-nál). Vallásuk szerint 47,9% volt római katolikus, 2,6% református, 0,9% ortodox, 5,1% egyéb keresztény, 5,1% felekezeten kívüli (35,9% nem válaszolt).